# هرنکنکت
هرنکنکت (آلمانی: Herrenknecht) یک شرکت تولید دستگاه حفاری تونل در آلمان است.
این شرکت که در سال ۱۹۷۵ تأسیس شده مقر آن در شهر شواناو قرار دارد. شرکت هرنکنکت دارای ۸۲ شرکت تابعه در سراسر جهان است و در ۲۶۰۰ پروژه فعالیت دارد. شرکت مهندسی Martin Herrenknecht را در سال ۱۹۷۵ تأسیس کرد. دو سال بعد، شرکت Herrenknecht GmbH با سرمایه ۲۰ میلیون یورو تبدیل شد. در سال ۱۹۸۴، Herrenknecht شرکت بین‌المللی Herrenknecht Ltd. را در ساندرلند، انگلستان، اولین شرکت تابعه خارجی خود افتتاح کرد.
این شرکت بعداً در سال ۱۹۹۱ سهام Maschinen und Stahlbau GmbH درسدن را به دست آورد. پس از ادغام این دو شرکت در سال ۱۹۸۸، Herrenknecht به یک شرکت سهامی (AG) تبدیل شد، در سراسر جهان گسترش یافت و نام فعلی خود را برگزید.
برای افزایش ظرفیت تونل البه در هامبورگ، آلمان (تکمیل در سال ۲۰۰۲)، شرکت از یک TBM قطر ۱۴٫۲۰ متر استفاده کرد که در آن زمان بزرگ‌ترین در جهان بود. حفاری تونل معروف گوتارد بیس در سوئیس با استفاده از ماشین آلات این شرکت در سال ۲۰۰۹ تکمیل شد. در سال ۲۰۱۱، هشت دستگاه حفاری تونل ۱۰ میلیون پوندی برای ۱۳ مایلی Crossrail که در زیر لندن قرار دارد راه اندازی شد. قطر سر برش آنها ۶٫۲ متر بود.
در سال ۲۰۱۴، این شرکت رکورد سفارشات ۱٫۲ میلیارد یورویی را گزارش کرد که عمدتاً به کمک توسعه سیستم مترو جدید در شهرهای خاورمیانه و آسیا کمک می‌کرد.

## محصولات و خدمات
این شرکت با بخش‌های معدن، حمل‌ونقل و انرژی، ساخت TBM برای ساخت و ساز جاده، راه‌آهن، مترو و تأسیسات برق کار می‌کند. در معدن، طیف وسیعی از فن‌آوری‌های اتوماسیون از جمله وسایل نقلیه زیرزمینی، تسمه‌های نقاله و سیستم‌های مانیتورینگ و تجهیزات حفاری محور را ارائه می‌دهد. در صنعت انرژی، تجهیزات خطوط لوله نفت و گاز، اکتشاف سوخت فسیلی، توسعه انرژی زمین گرمایی و تونل‌های برق را فراهم می‌کند. سکوهای حفاری آن می‌توانند به ۸ کیلومتر زیر زمین برسند و قطر TBMهای آن از ۱۰ سانتی‌متر تا ۱۹ متر است.
خدمات دیگر آن شامل پرسنل تونل زنی، قطعات یدکی/ نوسازی، نصب، اجاره و استفاده مجدد TBM می‌باشد. به عنوان یک شرکت بین‌المللی، ۹۰٪ از فروش آن در خارج از آلمان از سال ۲۰۱۵ بود.

## نگارخانه

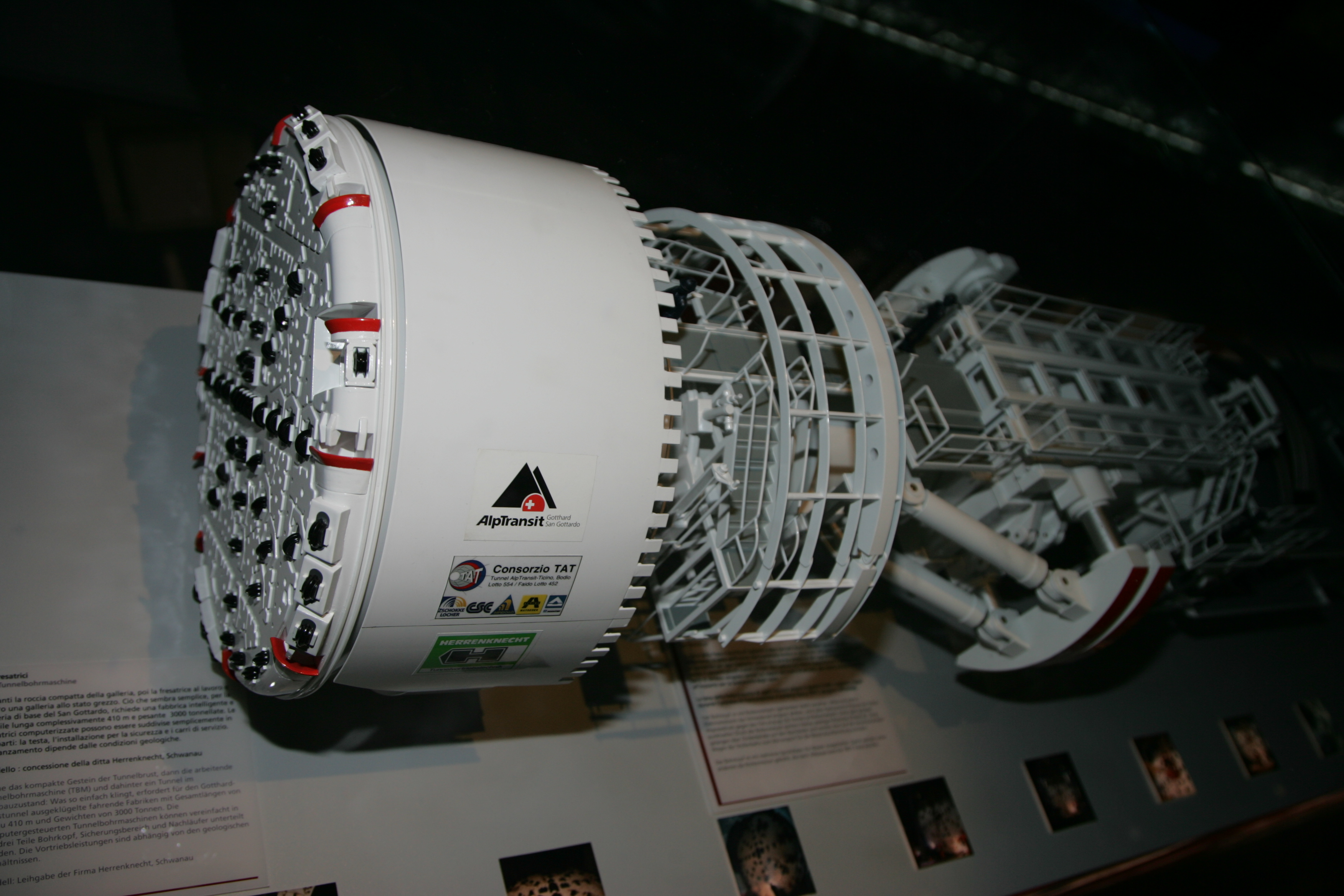
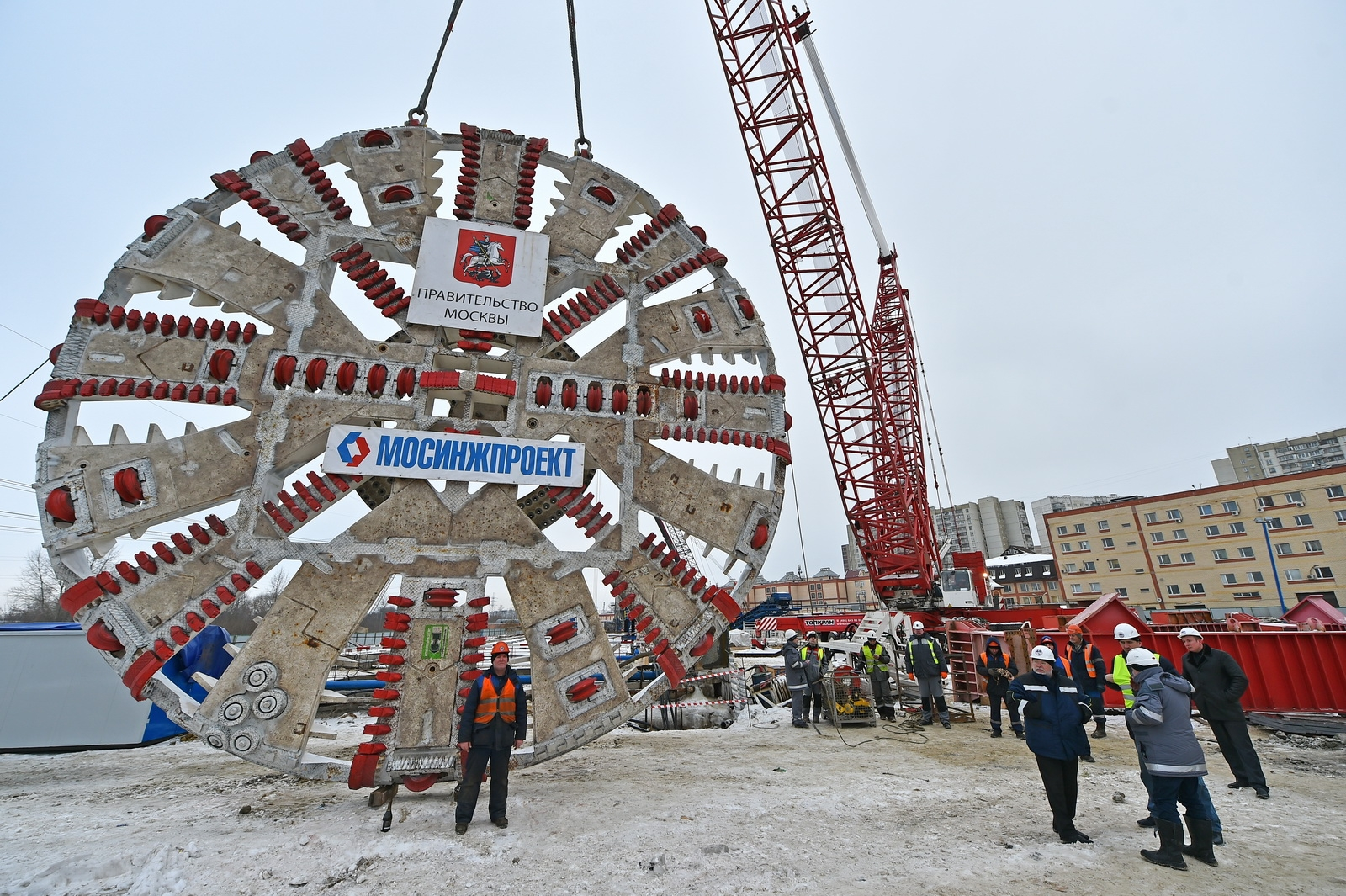